# Anatoli Solonitsyn
Anatoli (Otto) Alekseievich Solonitsyn (Анатолий (Отто) Алексеевич Солоницын; Bogorodsk, 30 de agosto de 1934 – 11 de junio de 1982) fue un actor soviético conocido por sus papeles con el director Andrei Tarkovsky. Ganó el Oso de Plata al mejor actor en el Festival de Cine de Berlín de 1981.

## Carrera
Solonitsyn nació en Bogorodsk con el nombre de Otto, en honor al explorador polar Otto Schmidt. 
Su debut en cine fue con el corto de la Sverdlovsk Film Studios Delo Kurta Klauzevitsa (1963), dirigida por Gleb Panfilov. Solonitsyn es conocido sobre todo por los personajes en diferentes películas de Andrei Tarkovsky, como el doctor Sartorius en Solaris (1972), el escritor en Stalker (1979), el médico en El espejo (1975), y el protagonista de nombre homónimo Andrei Rublev (1966).
En su libro Esculpir el tiempo, Tarkovsky dijo que Solonitsyn era su actor favorito, y confirmó que pensó en él para protagonizar otros de sus films como Nostalghia (1983) y Sacrificio (1986), pero el actor murió antes de su producción. Tarkovsky admiraba la capacidad de Solonitsyn para encarnar plenamente las ideas del director. Cuando Tarkovsky estaba considerando hacer una adaptación cinematográfica de la famosa novela de Fiodor Dostoievski El idiota, Solonitsyn incluso estaba dispuesto a someterse a una cirugía plástica para parecerse más al gran escritor ruso.
En la Unión Soviética, también era conocido por sus trabajos en Amigo entre mis enemigos (1974), Ostanovilsya poezd (1982), entre muchos otros.

## Muerte
Solonitsyn murió de un cáncer de pulmón en 1982, a los 47 años. Supuestamente, según Viktor Sharun, el editor de sonido de "Stalker, Solonitsyn, Tarkovsky y Larisa Tarkovskaya se enfermaron debido a la exposición a productos químicos tóxicos durante el rodaje en el lugar. de la película.

## Filmografía
| Año  | Título en España                    | Título original                            | Director                               | Papel                            |
| ---- | ----------------------------------- | ------------------------------------------ | -------------------------------------- | -------------------------------- |
| 1966 | Andrei Rublev                       | Andrei Rublev                              | Andrei Tarkovsky                       | Andrei Rublev                    |
| 1968 | V ogne broda net                    | V ogne broda net                           | Gleb Panfilov                          | Ivan Yevstryukov                 |
| 1969 | Odin shans iz tysyachi              | Odin shans iz tysyachi                     | Leon Kocharyan y Bagrat Oganesyan      | Mayor Igor Leonidovich Petushkov |
| 1972 | Solaris                             | Solaris                                    | Andrei Tarkovsky                       | Dr. Sartorius, astrobiólogo      |
| 1973 | Lyubit cheloveka                    | Lyubit cheloveka                           | Sergey Gerasimov                       | Dmitry Andreyevich Kalmykov      |
| 1973 | Grossmeyster                        | Grossmeyster                               | Sergey Mikaelyan                       | Padre de Sergey                  |
| 1973 | Zarubki na pamyat                   | Zarubki na pamyat                          | Nikolai Gibu y Mikhail Izrailev        | Romus Cherbanu                   |
| 1974 | Amigo entre mis enemigos            | Svoy sredi chuzhikh, chuzhoy sredi svoikh  | Nikita Mikhalkov                       | Vasily Antonovich Sarychev       |
| 1974 | Under en steinhimmel                | Under en steinhimmel                       | Knut Andersen e Igor Maslennikov       | Hofmeyer, coronel alemán         |
| 1975 | El espejo                           | Zerkalo                                    | Andrei Tarkovsky                       | Doctor forense                   |
| 1975 | Vozdukhoplavatel                    | Vozdukhoplavatel                           | Natalya Troshchenko y Anatoli Vekhotko | Henri Farman                     |
| 1976 | Tam, za gorizontom                  | Tam, za gorizontom                         | Yuri Yegorov                           | Bochazhnikov                     |
| 1976 | Poka stoyat gory...                 | Poka stoyat gory...                        | Vadim Mikhaylov                        | Investigador                     |
| 1977 | Legenda o Tile                      | Aleksandr Alov y Vladimir Naumov           | Rybnik                                 |                                  |
| 1977 | La ascensión                        | Voskhozhdenie                              | Larisa Shepitko                        | Portnov, el interrogador nazi    |
| 1978 | Yuliya Vrevskaya                    | Yuliya Vrevskaya                           | Nikola Korabov                         |                                  |
| 1978 | A u nas byla tishina...             | A u nas byla tishina...                    | Vladimir Shamshurin                    | Petrushka                        |
| 1979 | Povorot                             | Povorot                                    | Vadim Abdrashitov                      | Konstantin Korolyov              |
| 1979 | Telokhranitel                       | Telokhranitel                              | Ali Khamraev                           | Sultan-Nazar                     |
| 1979 | Stalker                             | Stalker                                    | Andrei Tarkovsky                       | Escritor                         |
| 1979 | Trassa                              | Trassa                                     | Natalya Troshchenko y Anatoli Vekhotko | Lev Slivin                       |
| 1979 | Sumka inkassatora                   | Sumka inkassatora                          | Avgust Baltrusaitis                    | Ivan Timofeyevich                |
| 1980 | Sergey Ivanovich ukhodit na pensiyu | Sergey Ivanovich ukhodit na pensiyu        | Solomon Shuster                        | Vladimir Vasilyevich             |
| 1981 | z zhizni otdykhayushchikh           | Nikolay Gubenko                            | Tolik Chikin                           |                                  |
| 1981 | 26 días en la vida de Dostoyevsky   | Dvadtsat shest dney iz zhizni Dostoevskogo | Aleksandr Zarkhi                       | Fyodor Dostoevsky                |
| 1981 | Tainstvennyy starik                 | Tainstvennyy starik                        | Leonid Makarychev                      | Kondratiy                        |
| 1981 | Muzhiki!                            | Muzhiki!                                   | Iskra Babich                           | Pyotr el pintor                  |
| 1981 | Agoniya                             | Agoniya                                    | Elem Klimov                            | esposo de la baronesa            |
| 1982 | Ostanovilsya poezd                  | Ostanovilsya poezd                         | Vadim Abdrashitov                      | Malinin                          |
| 1982 | Shlyapa                             | Shlyapa                                    | Leonid Kvinikhidze                     | Padrastro de Anya                |
| 1982 | Raskidannoye gnezdo                 | Raskidannoye gnezdo                        | Boris Lutsenko                         | Neznakomiy strannik              |

## Premios y distinciones
Festival Internacional de Cine de Berlín
| Año  | Categoría                                        | Película                          | Resultado |
| ---- | ------------------------------------------------ | --------------------------------- | --------- |
| 1981 | Oso de Plata a la mejor interpretación masculina | 26 días en la vida de Dostoyevsky | Ganador   |